# Unciaal 0114
Unciaal 0114 (Gregory-Aland), ε 53 (von Soden), is een van de Bijbelse handschriften in de Griekse en Koptische taal. Het dateert uit de 8e eeuw en is geschreven met uncialen op perkament.

## Beschrijving
Het bevat de tekst van het Evangelie volgens Johannes (20,4-6.8-10). De gehele codex bestaat uit 1 blad (39 × 30 cm) en werd geschreven in twee kolommen per pagina, 32 regels per pagina.
De codex is een representant van het Alexandrijnse tekst-type, Kurt Aland plaatste de codex in Categorie II.

## Geschiedenis
Het handschrift bevindt zich in de Bibliothèque nationale de France (Copt. 129,10, fol. 198), in Parijs.